# Manuel Polls Pelaz
Manuel Polls Pelaz (Barcelona, 1 de abril de 1960), naturalista, pensador y "cinehasta" español.
Durante su estancia como biólogo en París y Ginebra descubre en ranas del bosque de Fontainebleau el primer caso conocido de espermatogénesis ameiótica en vertebrados terrestres. Fundador de numerosas entidades culturales, cine-clubs y varios festivales internacionales de cine de autor. A través del estudio de la fenomenología en la naturaleza, desarrolla primero en Barcelona su teoría del Nadismo, y posteriormente en Granada una posibilidad cinematográfica místico-libertaria que bautiza como Cinemística desde su posición como "cinehasta". En la actualidad prosigue sus films e investigaciones, centradas en la descripción de una realidad sin tiempo cronológico.

## Orígenes familiares y estudios
Engendrado en Astorga, Provincia de León, nace en Barcelona el 1 de abril de 1960. A las pocas semanas su familia se muda nuevamente a Málaga en Andalucía, donde pasará su primera infancia, para regresar posteriormente a Cataluña donde cursará sus estudios, en un entorno agradable, de clase media española, católica y bilingüe castellano-catalán, dados los orígenes vallisoletanos de la familia materna, y gerundenses de la paterna.
En Barcelona participa activamente en los cine-fórums del colegio de los Maristas escribiendo al final del bachillerato su primer guion de cine, durante el curso de orientación universitaria, como propuesta alternativa suya por negarse a seguir cursando la asignatura de religión. Durante el bachillerato Manuel se había iniciado en labores investigadoras como naturalista de campo, en los alrededores de Barcelona y el Pirineo Oriental.
Así tempranamente forma parte de varias entidades de estudio y protección de la naturaleza. Dicha afición le llevará luego a la Facultad de Biología (1977-82), en la sede de la Universidad Central, en el corazón de la vieja ciudad condal. El pensamiento científico de Manuel Polls Pelaz se verá allí sumamente influido por el audaz estilo transdisciplinario del fundador de la Ecología moderna, el genial profesor Ramón Margalef que le impartió 3 asignaturas y además presidió el jurado de su tesina de graduación. En el mismo período Manuel funda el club deportivo de su Facultad, que presidirá durante varios años, compitiendo en diversas secciones. Compaginará sus estudios con un trabajo en la fábrica de alfarería y cerámica que a finales del siglo XIX había iniciado su bisabuelo en Breda (Gerona).

### Investigación biológica
Tras su graduación universitaria,  el servicio militar y un trabajo comercial en una multinacional médica, Manuel viaja a Alemania, con su primo el profesor germanista  Miguel Ángel Vega Cernuda. Al final del periplo ocurre una crucial estancia en Viena: Aconsejado por Margalef se encuentra allí con el etólogo Rupert Riedl, quien le dirigirá hacia el zoólogo Heinz Tünner, que le introduce en la problemática del complejo genético de la rana verde europea y, siguiendo el consejo de este, se trasladará a París entre 1985 y 1988. Allí, y gracias a varias becas (Ministerio cultura español, Fondation de la Princesse Singer-Polignac, c.h.a.l.u.t.), realizará trabajos de doctorado en el Museo de Historia Natural  junto al eminente batracólogo Alain Dubois, que le había sido recomendado por Tünner. También trabajará en la École Normale Supérieure junto al limnólogo Roger Pourriot.
Será posteriormente contratado (1987-89) en la Estación de Zoología Experimental de la Universidad de Ginebra (Suiza), como asistente del Dr. Jean-Daniel Graf. En París y Ginebra vive un periodo multicultural muy intenso, coincidiendo con eminentes pensadores, de la talla del matemático René Thom, el evolucionista Ernst Mayr y el físico Benoît Mandelbrot. En dicho periodo publica alrededor de 30 artículos científicos y de divulgación en diversas revistas internacionales, especializándose en ciertos problemas genéticos y evolutivos de anfibios, concretamente en híbridos del complejo de la rana verde europea. Durante su estancia en París es presidente fundador del ISSCA (International Society for the Study and Conservation of Amphibians), un proyecto esencialmente dirigido por quien sería su director de tesis en Francia, el profesor Alain Dubois.
En 1991 alcanza el doctorado en el MNHN, y en 1994 también se doctora por la Facultad de Biología de Barcelona, codirigida por el Dr. Graf y el profesor Jacinto Nadal Puig de Fábregas.
El tema fundamental de ambos trabajos se ocupa, en sus diferentes vertientes, del estudio, desarrollado junto a Jean-Daniel Graf, del primer caso conocido entre los vertebrados terrestres, de una espermatogénesis sin meiosis (substituida por una gametogénesis alternativa, con exclusión del set cromosómico materno, seguida por endomitosis, con esperma final 100% de origen paterno). Dicho descubrimiento ocurría en híbridos triploides de rana verde en una población natural autóctona de las lagunas del bosque de Fontaineblau. Concretamente se trataba de ranas unisexuales macho que parasitaban las hembras de otra población, dando lugar a genealogías clonales de machos triploides, los así llamados "Kleptons" de Rana kl. esculenta. Los estudios de campo de dicha investigación incluyeron muchas noches de trabajo en las lagunas de la Plaine de Chamfroy mientras que los de laboratorio se llevaron a cabo, fundamentalmente, en la Universidad de Ginebra.
Tras su regreso a España, la actividad científica profesional como biólogo de Manuel Polls Pelaz se prolongará, primero en Barcelona y luego, de forma ciertamente irregular, de nuevo en Ginebra, hasta el año 2008, participando como ayudante del profesor Charles Thiébaud en sus 2 últimos cursos de Embriología experimental, en la Estación de Malagnou. Desde entonces Manuel prosigue sus trabajos naturalistas en un tono amateur.
Cabe destacar que, a lo largo de todo su itinerario de investigación biológica, periodo relativamente breve pero intenso, Manuel Polls Pelaz mantuvo siempre una pasión importante hacia el estudio fenomenológico de la naturaleza, es decir a la detección espacio-temporal de los fenómenos en lo viviente, incluido el antes y el después (del griego “phainomenon”, lo que aparece): Bien sea a través de la observación macroscópica de la fauna (ornitología, herpetología, batracología), bien sea en el uso del microscopio óptico, electrónico, y la lupa binocular (citología, histología), o ulteriormente en sistemas de análisis paramétrico de imágenes biológicas digitalizadas por ordenador.

### Actividad artística
Su vocación cinematográfica se había despertado tempranamente en la adolescencia y juventud, heredando de su padre Rogelio y su tío Fernando la afición por la fotografía, de su tío Carlos por el cine, y de su madre Mª Jesús, su tío y tías de la familia Pelaz, la tendencia al dibujo, la lectura y la poesía. Pero no es hasta su estancia en París y Ginebra que se inicia como autor cinematográfico, publicando varios artículos sobre historia del cine suizo, e italiano durante el periodo neorrealista, así como ensayos, principalmente especializados en la obra del director italiano Michelangelo Antonioni. Profundo admirador de la obra del maestro italiano, que ya entonces estaba aquejado de una hemiplejia que lo aislaba verbalmente del mundo, Manuel viajará a Roma para felicitarle en su 75 aniversario, conociendo a varios de sus principales actores (Monica Vitti, Marcello Mastroianni) y colaboradores técnicos (Luigi Vanzi, Carlo di Carlo, entre otros), en una especie de juvenil viaje iniciático. Por aquel entonces hace sus primeras filmaciones en Super-8, con una cámara Beaulieu que había encontrado abandonada en el Museo de París, y escribe su primer poemario titulado "Cadmín lejano", que dedica a un ángel y que será presentado al Adonáis).
Con su amigo y actor el tolosano Gilles Duffaut otrora estudiante en la escuela parisina de teatro Le Coq, intentarán hacer un film en homenaje a Antonioni (“Le doute de A.”), que finalmente no llega a realizarse, pese a una donación de película virgen por parte de Kodak Pathé, y a un alentador encuentro con el director alemán Wim Wenders, quien había manifestado inicialmente su interés por el proyecto. De hecho Wenders luego ayudaría a Antonioni, en la realización de la última obra en solitario del maestro italiano (“Al di là delle nuvole”, 1995).
Como guionista, Manuel gana con "La Brume" (1988) el premio Memorabilia en la inauguración de la Cinemateca CAC del nuevo Centro Cultural Grütli de Ginebra (Suiza). Dicho reconocimiento le invita a abandonar paulatinamente la Biología y centrarse en el cine, en sus diferentes vertientes: como cineasta, organizador de festivales, programador de cine-clubs y crítico. Regresa en 1989 a Barcelona, donde nacen sus hijos Fernando y Berta, y a partir de entonces asume las labores de guionista, director y productor de toda su obra, a través de su productora 2Ángeles Films®.

## Filmografía

### Cortometrajes
1. - "Salida del estadio", cortometraje ficción, rodado en Barcelona, 1990-1992.
2. - "La ciudad sin puentes", cortometraje ficción, Barcelona, 1989-1992.
3. - "Palomas en la carretera", cortometraje ficción, Zaragoza, 1991-1992.[10]
4. - "La Jungla", largometraje inacabado, ficción, 1991.
5. - "La Invitación", cortometraje ficción, Barcelona, 1993.
6. - "Fuego en el lago", cortometraje ficción, Ginebra, 1994-1999.
7. - "EL Pan", mediometraje ficción, Barcelona-Gerona, 1994-2000.
8. - "La luz W", ensayo cinemístico, Granada, 2005-6.
9. - "El don de lágrimas", ficción, Granada, 2011.

### Largometrajes
1. - "Un silencio demasiado ruidoso", ensayo cinemístico, Barcelona, Madrid, Sur de Francia, 2000-2002.[11]
2. - "Recuerdos de un Olvido", largometraje cinemístico de 24 horas de duración, Andalucía y Murcia, 2003-10.[12]
3. - "Invisible Malagnou", ensayo cinemístico, Ginebra (Suiza), 2006-2010.
4. - "L'Entretien Malagnou", largometraje documental, Ginebra (Suiza), 2008-2011.

### Actualmente en curso de edición
1. - "Te llamarán Cecilio", largometraje documental, Granada, iniciado en 2003.
2. - "Matrimonio en Granada", largometraje documental, Granada, iniciado en 2006.
3. - "Gentes del camino", largometraje documental, Granada, iniciado en 2004.
4. - "Morir es imposible", ensayo cinemístico, Barcelona y Valencia, iniciado en 2001.
5. - "Cuevas", ensayo cinemístico pendiente de edición, Granada, iniciado en 2004.
6. - "Almas de Dios", largometraje documental, Granada, 2005-2011.
7. - "Antonio el Demiurgo", largometraje cinemístico, Barcelona, 2009-11.

## Itinerario cinematográfico: Nadismo y Cinemística
Durante su periodo barcelonés como cortometrajista, a principios de los 90, y como resultado de su actitud rebelde frente al status quo cinematográfico dominante en Barcelona, Manuel se enfrenta, junto a José María Nunes y Manel Cussó, a varias instituciones enquilosadas: principalmente el Colegio de directores y el Departamento de cine y video de la Generalitat. De aquella iniciativa surgirá “La Fàbrica de Cinema Alternatiu” un colectivo amateur de jóvenes cineastas, cuya primera junta la compondrán Joan Babiloni, Joan Ginard, Antonio Ballester, Jordi Llopis, y Xavier Guallar, siendo dicha entidad presidida por Manuel Polls Pelaz entre 1993-1997. Algunas de sus primeras obras como "Palomas en la carretera" despiertan el interés de teóricos del cine y la publicidad como Antonio Checa Godoy.
Desde "La Fábrica" Manuel funda y dirige entre 1994-1997 "L'Alternativa" (Festival de Cine Alternativo de Barcelona), que se desarrollará el primer año en la Casa del Mar junto al puerto, gracias a la intervención de uno de los socios de “La Fàbrica”, que era marino mercante, y posteriormente ya desde el CCCB (Centro de Cultura Contemporánea de Barcelona) en varias salas de cine de arte y ensayo en la capital barcelonesa. Durante sus primeras ediciones dicho festival fue llevado a cabo por un grupo de cinéfilos entusiastas (alrededor de 50, además de los ya citados destaquemos a Francesc Comes, Pere Vila, Albert Plans, Consol Perarnau), que trabajaron tan ardua como eficazmente, desde el voluntariado. Fueron años de precariedad, complicados en la vida personal de Manuel, durante los cuales se vio obligado a trabajar en varios locales de noche para subsistir. Escribe un ensayo autobiográfico inédito titulado “Diario de un Barman”, que se puede enmarcar en un periodo que él bautiza como "Nadismo": Un culto, una actitud constructiva y existencialista basada en la circunscripción periférica de la nada, dilatando la íntima relación con el vacío, en un sentido enriquecedor y abismal a la vez, a través no solo de la introspección sino también y mucho por la experiencia.
Entendiendo que el cine realmente interesante, el de autor, el poético, el trascendental, no debía quedar relegado a los resquicios culturales y/o al cómodo refugio de las instituciones, Manuel se reencuentra con su amigo el actor Gilles Duffaut, y junto con Xavier Guallar fundarán una nueva entidad Fundación La Jungla®, organizadora de las 3 ediciones del Mercado de Cine Europeo de Barcelona (1997-1999), e igualmente del Festival NET (Nuevos Talentos Europeos), el último de los cuales fue incluido en la programación del Festivalde Verano " Grec" de Barcelona. Festival que no hubiese sido posible sin la ayuda de un entorno de amigos, entre los que destacó la colaboración de Cristina Piaget, del abogado Josep Lluís Ríos y su familia, así como de Martine y Christian, los dueños del restaurante “Le Petit Bistrot”. El Mercado de Cine de Barcelona constituyó una referencia en el sector audiovisual de aquel momento, con participación de alrededor de 200 entidades públicas y privadas, españolas y europeas. En dicho periodo, como siempre rodeado de grandes dificultades financieras, recibe una colaboración encomiable por parte de un equipo de trabajo de composición variable, en el que casi siempre permanecieron Daniel Rodriguez-Arias, Lisa Partridge y Eduardo Rodilla. Por aquel entonces y también con Gilles Duffaut, montan la distribuidora cinematográfica Técnicamente Dolce® (2002) especializada siempre en el mismo tipo de cine de autor. A causa de todo ello, Gilles y Manuel viajarán juntos durante varios años a la mayor parte de festivales y eventos relevantes en el continente europeo, en una apasionante aventura de búsqueda de films interesantes, y de recursos para su promoción y distribución.
Durante el periodo 1989-1999, Manuel es socio activo de diversas asociaciones y entidades artísticas españolas, firmando varios manifiestos sobre cine alternativo, y colaborando como ensayista y crítico cinematográfico en varias publicaciones, entre otras la revista "Historia y Vida", “Altrament”, así como la corresponsalía en Cataluña de la revista Plano Corto de la Plataforma de Nuevos Realizadores.
Los proyectos barceloneses referidos se detendrán con el cambio de milenio, debido a una crisis en la gestión económica de los mismos, en parte debida al paulatino abandono del apoyo económico de las instituciones públicas, progresivamente ajenas al carácter autárquico de los proyectos de Polls Pelaz.
A partir de entonces Manuel abandona Barcelona, repartiendo bajo cero en su vida profesional, e inicia un periplo por España, con un pequeño negocio de venta ambulante de láminas artísticas y afiches. Tras una escala en Madrid, a finales del año 2002 descubre Granada, en cuyo barrio del Sacromonte fija su residencia. Con el sentimiento, en cierta manera, de un exiliado cultural, alejado de las estructuras industriales y de poder, Manuel desarrollará desde entonces su actividad cinematográfica lo más libertariamente posible, en el marco de la asociación Guadalcine®, fundada en el 2007 junto a Luisa Castilla, Viky Polls e Isabel Margarit.
Favorecido por la idiosincrasia popular andaluza, Manuel Polls Pelaz puede dedicarse al género por él mismo acuñado como cinemístico, calificándose de “cinehasta”,  en un sentido de milagrosa impermanencia artística.  Efectivamente y como ha dicho en diferentes oportunidades, Manuel no se atribuye el oficio de director de cine; más bien prefiere considerarse "cinehasta" con "h" intercalada, esa letra muda del alfabeto español, que en el contexto de su cinemística reflejatambién el necesario vacío en el centro de la palabra y del discurso. Siguiendo en lo nomenclatural, y refiriéndose a otros conceptos para él no desprovistos de interés, Manuel habla de su cine como de "cine dependiente" (dependiente de la amistad, del tiempo atmosférico, de la colaboración de actores, de técnicos, de tantas otras cosas). En efecto cada elemento que confluye en la posibilidad de una escena es ya, por separado, sumamente improbable e imprevisible, con lo que el fenómeno es aún más milagroso cuando dichos elementos concurren todos a la vez, reunidos e idispensables, y finalmente surge el plano, la secuencia. Sobre estas cuestiones Polls Pelaz ofreció una charla, acompañada de una retrospectiva de sus cortos, en la Sala Vimaambi del Albayzín de Granada en primavera del 2007, titulada "Del cine alternativo a la Cinemística, sin pasar por el cine independiente". Manuel se manifiesta a menudo poco favorable, al menos dentro del contexto europeo, de la utilización del término "independiente", importado y de connotación claramente anglosajona, y que sin embargo utilizan aquí ciertos films que parecen precisar de una etiqueta socialmente reivindicativa, necesaria tal vez para mantener las apariencias; films que por cierto a menudo están subvencionados por las instituciones opresivas del Estado. Las ideas de Manuel en este periodo vienen suficientemente influidas por el misticismo libertario de Jesús Lizano, la acracia del director José María Nunes, la filosofía trascendental de Miguel de Unamuno y Arthur Schopenhauer, y sus experiencias espirituales y religiosas, en un cristianismo abierto, y salpicado de milagros en el Sacromonte de Granada, patria chica del insigne alquimista del cine José Val del Omar.
La Cinemística al igual que todo proceso místico, es sólo parcialmente descriptible, y su conocimiento pasa por la experiencia personal: Existe al vivirla. “Pues te busco es que te encontré” decía Unamuno, “Toda ciencia trascendiendo” poetizaba San Juan de la Cruz en su Cántico, y “No hay camino, se hace camino al andar” declinaba Machado. Pensadores y místicos de distintas religiones han referido siempre la dificultad en transcribir el acercamiento a la musicalidad del silencio profundo, comparándolo con la necesidad de probar un fruto sabroso, cuando se quiere conocer y disfrutar verdaderamente su sabor. Naturalmente, y como ocurre en el río de Heráclito, no hay 2 experiencias de degustación idénticas. La posibilidad de una Cinemística requiere de la poesía, escasez de recursos, fe, compañerismo libertario, y la consideración del antes, el ahora y el después como una oportunidad milagrosa, en un sin tiempo. A partir de esta vacua circunstancia, y con quijotesca actitud, la cámara cinematográfica puede ser utilizada como un instrumento ritual para revelar una realidad bella porque vivida y sincera, efímera y eterna a la vez: Ausencia sagrada, presente, compartida y fotogénica por doquier.
En dicho periodo andaluz una obra clave, fue “Recuerdos de un Olvido” en cuyo montaje final previsto de 24 horas se homenajea a Val del Omar y su amistad, antes de la guerra civil española, con el poeta Luis Cernuda. En dicho film se retrata a una veintena de los más sensibles poetas e intelectuales andaluces del momento, desde filósofos anarquistas com José Luis García Rúa, hasta sacerdotes jesuitas como Carlos García Hirschfeld, pasando por Fernando de Villena, Antonio Enrique, José Lupiáñez, Rafael Guillén, Ana Yanguas Cernuda, Juan Delgado López, Manuel Urbano, José Infante, José de Miguel, Julio Alfredo Egea, José Antonio Moreno Jurado, Antonio Parra, Curro Albaicín, Emilio Montaño, Gregorio Morales, Carlos Barceló entre otros. Gracias a la intervención de José Luis Chacón de la Diputación de Granada, la primera entrega del film, titulada “El río Todavía” de 7 horas de duración, fue distribuida a 1000 bibliotecas y entidades públicas de la Junta de Andalucía, y en la Filmoteca de Córdoba en el marco del Festival Cosmopoética, el 18 de abril de 2009.
Desde su etapa cinemística, que se había iniciado en el 2000, con el film “Un silencio demasiado ruidoso”], hasta el último de los finalizados “Antonio el Demiurgo”, Manuel realiza sus films asumiendo todas las labores técnico-artísticas, desde el guion, la producción, cámara, sonido, montaje, postproducción y distribución, emulando a los pioneros, amateurs y solitarios, del cine en los albores del séptimo arte. En Granada, en el marco de Guadalcine, dirige el cine-club de cinemística llamado "La Cueva del Ojo" que nace en una cueva del Sacromonte. Titular de la productora 2Ángeles Films®, fundada en 1988 e inscrita en el ICAA del Ministerio de Cultura español, sigue manteniendo esta entidad, desde la que se van registrando sus obras.
Desde el 2009 busca infructuosamente patrocinio económico para 2 nuevos proyectos: el Laboratorio de Cinemística, y el festival Cinemística. A partir del 2011 el cine-club “La Cueva del Ojo” se hace itinerante, y las proyecciones tienen lugar allí donde se le solicita, en un sentido itinerante y de transhumancia, en escuelas y universidades andaluzas, pero también en centros culturales diversos, con el deseo de aproximar el cine trascendental y la cinemística al público popular, que mayoritariamente desconoce su existencia. A partir del 2014 funda y dirige el festival Cinemística, que desde 2015 se desarrolla en la Corrala de Santiago de la Universidad de Granada, posibilitánose la consolidación de un proyecto transdisciplinario único a nivel mundial.